# Apostle of Hustle

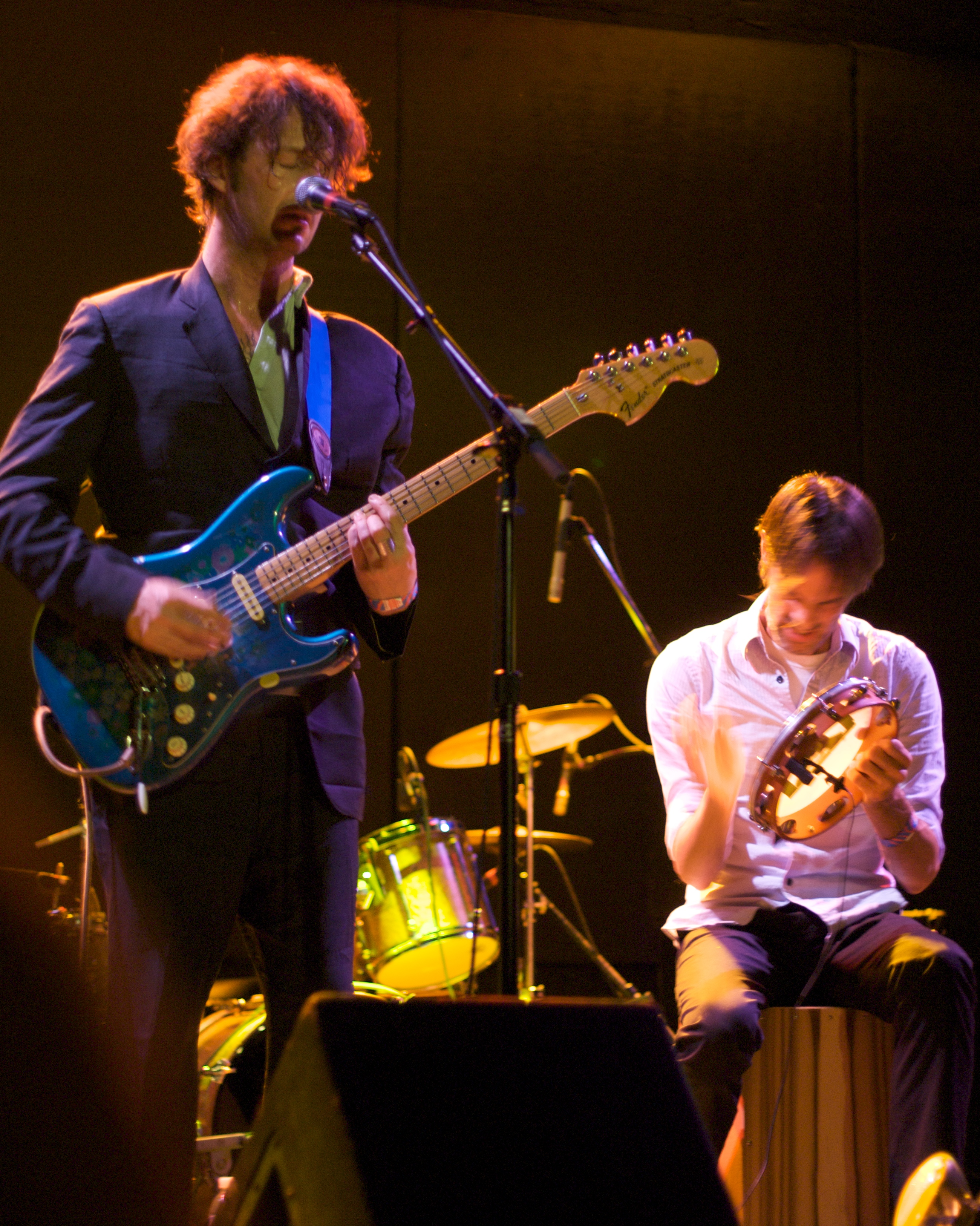
Apostle of Hustle tocando no Bowery ballroom em Nova Iorque. Julho 2009

Apostle of Hustle é uma banda canadiana de indie rock, formada em 2001, por Andrew Whiteman, que fez parte de bandas como o Bourbon Tabernacle Choir e Que Vida.

## História
Whiteman editou um trabalho a solo, Fear Of Zen, em 1995. Faz, também, parte da banda indie rock Broken Social Scene, como guitarrista.
Whiteman retornou à sua terra-natal, para dar continuidade às composições com a Broken Social Scene, depois de passar 2 meses com a família de sua madrinha, em Cuba. Aprendeu a tocar o tres, uma espécie de violão típico, durante esse tempo. Mas, no meio da gravação do You Forgot It In People, vencedor de um Juno Awards, Whiteman não pode escapar da influência da música espanhola que adquiriu no tempo em que morou em El Barrio Santo Suarez.
Ao seu gosto pela música latina, juntaram-se os companheiros de banda, Julian Brown e Dean Stone, para formar a cinemática Apostle Of Hustle.

## Discografia

### Álbuns
- Folkloric Feel, (2004)
- National Anthem of Nowhere, (2007)

### EP
- My Sword Hand's Anger, (2007)